# Reinhard Petereit

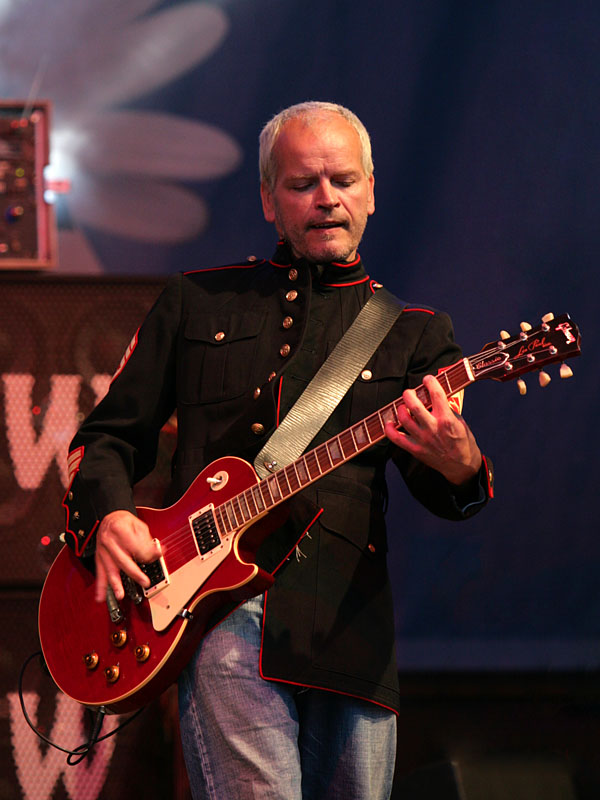
Reinhard Petereit bei einem Auftritt mit Silly in Chemnitz 2007

Reinhard „Reini“ Petereit, alias Herr Petereit (* 14. August 1960), ist ein deutscher Musiker, Sänger, Gitarrist, Komponist und Texter.

## Biografie
Reinhard Petereit war 1978 Mitbegründer der Band Rockhaus, wo er als Texter, Komponist und Gitarrist wirkte. Von 1979 bis 1983 besuchte er die Musikschule Friedrichshain und danach von 1986 bis 1989 die Hochschule für Musik Hanns Eisler in Ost-Berlin. Er war 1986 zeitweilig Gitarrist bei Ralf Bursy und den Gitarreros.
Im Jahr 1998 löste sich die Band vorerst auf und Petereit spielte unter anderem bei der Berliner Begleitband von Hervé Rozoum & Paul Ekness’ Gunslingers, Glam Rock Band, Die Zöllner, JUMP Arena, Bataillon d’Amour, André Herzberg Band (ehemals Pankow), Joachim Witt und Silly. Nebenbei produzierte er das Album Losgelöst von André Herzberg. Ebenso wirkte er bei den Musicals The Rocky Horror Show und Shakespeare And Rock N Roll mit, als zweite Vertretung für den Gitarristen Hervé Rozoum.
In der Zeit von 1999 bis 2000 wirkte er bei der Theaterproduktion Die Räuber (Regisseur Armin Petras am Staatstheater Hannover) als Musiker, Komponist und Schauspieler mit. Anschließend wirkte er bis 2001 bei dem Volksliederabend unter Regisseurin Christina Emig-Könning bei den Freien Kammerspielen in Magdeburg als Musiker mit.
Im Jahr 2001 war er als Musiker, Komponist und Schauspieler bei dem Sommernachtstraum (Regisseur Armin Petras am Residenztheater in München) tätig. Im selben Jahr wirkte er unter dem Regisseur Peter Kastenmüller bei Bad beim Autorenfestival Dramatik 01 in Hannover als Musiker, Komponist und Schauspieler mit. Ein Jahr später, 2002, war er bei Spiel des Lebens unter Regisseur Armin Petras beim Schauspiel in Frankfurt am Main als Musiker, Komponist und Schauspieler tätig.
Seit 2003 ist er als Musiker, Komponist und Schauspieler bei Sterne über Mansfeld unter Regisseur Armin Petras am Schauspiel Leipzig tätig. Im Jahr 2005 kam es zu einem Comeback von Rockhaus, die als Vorgruppe der Prinzen tourte. 2006 gingen sie auf eine eigene Ostdeutschlandtour, wobei die Gruppe auf gute Publikumresonanz stieß. Während dieser Tour ließ Rockhaus eine Live-DVD produzieren. Anschließend war Petereit mit Silly und Anna Loos auf Tour und produzierte die neue André-Herzberg-CD Das kalte Herz.
2009 wirkte er am Album Positiv von Rockhaus mit, 2012 beim Rockhaus-Album Treibstoff.